# Glanzende fluitlijster
De glanzende fluitlijster (Myophonus melanurus) is een zangvogel uit de familie Muscicapidae (vliegenvangers).

## Verspreiding en leefgebied
Deze soort is endemisch op het Indonesische eiland Sumatra.